# 2019-es támadás a K-1 Légibázis ellen
A 2019-es támadás a K-1 Légibázis ellen Irak K–1 Légibázisa ellen indított rakéta támadás volt Kirkuk kormányzóságban, ahol az Inherent Resolve hadművelet résztvevői állomásoztak. A K-1 Légibázist 30 rakéta találta el, egy amerikai szerződéses polgári munkatársat megöltek, két amerikai állományban lévőt illetve az iraki védelmi erők két tagját pedig megsebesítették. Az USA a Népi Mozgósítási Egységek iraki csoport Csataib Hezbollah alcsoportját tette felelőssé, és ez vezetett el odáig, hogy az USA Irak és Szíria területén bombázta a szervezet központjait.